# سيمون لاسي
سيمون لاسي (9 مارس 1975 - ) (بالإنجليزية: Simon Lacey)‏ هو لاعب كريكت بريطاني.